# Wacław Minakowski
Wacław Franciszek Minakowski (ur. 9 marca 1913 w Warszawie, zm. 6 lutego 1994 w Olsztynie) – polski biochemik, lekarz weterynarii,  profesor Wyższej Szkoły Rolniczej i Akademii Rolniczo-Technicznej w Olsztynie.

## Życiorys
Urodził się 9 marca 1913 w Warszawie w rodzinie Wacława Eliasza Minakowskiego (1874–1954) i jego drugiej żony Zofii z Nowakowskich (1876–1964). Miał przyrodniego brata, pilota Władysława Minakowskiego (1902–1952). Młodość spędził w Przemyślu, gdzie ojciec był pracownikiem cywilnym wojska w randze kapitana.
W latach 1932–1939 studiował na Wydziale Weterynaryjnym Uniwersytetu Warszawskiego. W tym czasie dwukrotnie był prezesem Akademickiego Stowarzyszenia Charytatywnego "Pomoc Bliźniemu".
W styczniu 1939 objął etat asystenta w Zakładzie Higieny Zwierząt i Paszoznawstwa UW. Wojnę przetrwał jako lekarz weterynarii w Grodzisku i w Rejowcu Lub., po czym jesienią 1945 powrócił na UW. W 1949 jako pierwszy w świecie odkrył i ogłosił (Polski Tygodnik Lekarski nr 42 i 43) przeciwkrzepliwe właściwości kwasu acetylosalicylowego (aspiryny).
Obronił doktorat w 1952. W związku z trudną sytuacją (wykonanie wyroku śmierci na bracie Władysławie w procesie politycznym) w roku 1953 skorzystał z propozycji pracy w Olsztynie. Tu zorganizował Katedrę Biochemii w Wyższej Szkole Rolniczej (późniejszej Akademii Rolniczo-Technicznej, a obecnie Uniwersytet Warmińsko-Mazurski). 1959 otrzymał stopień naukowy docenta, a 1969 tytuł profesora nadzwyczajnego. Prowadził zajęcia z biochemii na wydziałach: Rybackim, Zootechnicznym, Mleczarskim i Weterynaryjnym. Łącznie wykształcił ok. 20 tysięcy studentów. Przez sześć lat (dwie kadencje) dziekan Wydziału Zootechnicznego ART.
Autor podręcznika akademickiego Biochemia kręgowców, PWN, Warszawa 1981 (kolejne wydania: 1983 i 1990). Po śmierci autora (1994) podręcznik był wznawiany (po zmianach) w l. 1998 i 2005 jako praca zbiorowa pod red. Wacława Minakowskiego i Stanisława Weidnera.
Członek Komitetu Nauk Zootechnicznych Polskiej Akademii Nauk, Komitetu Biochemii i Biofizyki PAN. Członek założyciel Ośrodka Badań Naukowych im. Wojciecha Kętrzyńskiego w Olsztynie.

## Życie prywatne
23 czerwca 1941 w Warszawie ożenił się z Zofią Radzicką (1914–1991), prapraprawnuczką posła na Sejm Czteroletni, Józefa Radzickiego (ok.1736–1793). Jego zięciem jest prof. dr hab. Stanisław Weidner (ur. 1947), a wnuczką dr Maria Minakowska (ur. 1972).